# Pallavolo al XV Festival olimpico estivo della gioventù europea
Le competizioni di pallavolo al XV Festival olimpico della gioventù europea si sono disputate durante la XV edizione del Festival olimpico della gioventù europea, che si è svolta a Baku, in Azerbaigian, nel 2019.

## Podi
| Evento                         | Oro    | Argento | Bronzo  |
| Pallavolo maschile (dettagli)  | Italia | Belgio  | Russia  |
| Pallavolo femminile (dettagli) | Russia | Romania | Turchia |